# Distretto di El Guelb El Kebir
Il distretto di El Guelb El Kebir è un distretto della Provincia di Médéa, in Algeria.

## Comuni
Il distretto di El Guelb El Kebir comprende 3 comuni:
- El Guelb El Kebir
- Sedraia
- Bir Ben Laabed